# Рамоньское сельское поселение
Рамоньское сельское поселение — муниципальное образование Аннинского района Воронежской области России.
Административный центр — село Рамонье.

## Население
| 2000 | 2005  | 2010 | 2012 | 2013 | 2014 | 2015 | 2016 | 2017 |
| ---- | ----- | ---- | ---- | ---- | ---- | ---- | ---- | ---- |
| 1588 | ↘1348 | ↘988 | ↘917 | ↘851 | ↘794 | ↘747 | ↘702 | ↘659 |
| 2018 | 2019  | 2020 | 2021 |      |      |      |      |      |
| ↘633 | ↘609  | ↘593 | ↘581 |      |      |      |      |      |

## Административное деление
Состав поселения:
- село Рамонье,
- посёлок Бабинка,
- посёлок Гусевка,
- посёлок Новомакаровский,
- посёлок Трежесковка.